# AWF8F35 трансмісія
Aisin AW F8FXX — перша в світі 8-ступінчаста автоматична трансмісія, призначена для використання в двигунах з поперечним розташуванням. Aisin розробив коробку передач таким же простором, що й попередні 6-швидкісні конструкції, одночасно збільшуючи загальний розкид передач і зменшуючи відстань між передачами. Вона також називається GA8F22AW (BMW & Mini) TG-81SC (Volvo), AF50-8 (Opel/Vauxhall), AWF8F45 (Cadillac) і AQ450 (Volkswagen Group). Перше використання відбулося в Lexus RX350 F Sport 2013 модельного року.

## Максимальний крутний момент
- AWF8F35: 350 Н·м (260 фунтів·фут)
- AWF8F45: 480 Н·м (350 фунтів·фут)

## Передаточні числа
| Передачі та передавальні числа шестерень | Передачі та передавальні числа шестерень | Передачі та передавальні числа шестерень |                   | Планетарна шестерня: зуби | Планетарна шестерня: зуби | Планетарна шестерня: зуби | Планетарна шестерня: зуби |                       | Кількість    | Всього   | Середнє          |
| Передачі та передавальні числа шестерень | Передачі та передавальні числа шестерень | Передачі та передавальні числа шестерень | Равіньо           | Равіньо                   | Равіньо                   | Равіньо                   |                           |                       | Кількість    | Всього   | Середнє          |
| Модель Тип                               | Версія Перша доставка                    | Версія Перша доставка                    | Нд 1.1 Кільце 1.1 | Нд 1.2 Кільце 1.2         | Нд 2.1 Кільце 2.1         | Нд 2.2 Кільце 2.2         | Зчеплення                 | Співвідношення Проліт | Крокпередачі |          |                  |
| Передачі                                 | 1                                        | 2                                        | 3                 | 4                         | 5                         | 6                         | 7                         | 8                     | Р 1          | Р 2      | Остаточний Драйв |
| ---------------------------------------- | ---------------------------------------- | ---------------------------------------- | ----------------- | ------------------------- | ------------------------- | ------------------------- | ------------------------- | --------------------- | ------------ | -------- | ---------------- |
|                                          |                                          |                                          |                   |                           |                           |                           |                           |                       |              |          |                  |
| AW F8F35 AW F8F45                        | 2013 рік                                 | 2013 рік                                 |                   | 38 (58)                   | (58) 78                   | 36 44                     | 44 96                     |                       | 2 4          | 7,5833   | 1,3357           |
| співвідношення                           | 5.2000                                   | 2,9714                                   | 1,9500            | 1,4700                    | 1,2235                    | 1,0000                    | 0,8175                    | 0,6857                | - 4,2545     | - 2,1818 | 4,398            |
|                                          |                                          |                                          |                   |                           |                           |                           |                           |                       |              |          |                  |
| AW F8F45                                 | 480 Нм · 354 фунт·фут 2013               | 480 Нм · 354 фунт·фут 2013               |                   | 38 (58)                   | (58) 78                   | 26 34                     | 34 70                     |                       | 2 4          | 7,8000   | 1,3410           |
| співвідношення                           | 5,2500                                   | 3,0288                                   | 1,9500            | 1,4570                    | 1,2209                    | 1,0000                    | 0,8086                    | 0,6731                | - 4,0147     | - 2,0588 | 3,075 · 3,200    |
|                                          |                                          |                                          |                   |                           |                           |                           |                           |                       |              |          |                  |
| AW F8F35                                 | 350 Нм · 258 фунт·фут 2013 рік           | 350 Нм · 258 фунт·фут 2013 рік           |                   | 42 (62)                   | (62) 82                   | 26 34                     | 34 70                     |                       | 2 4          | 8.2000   | 1,3507           |
| співвідношення                           | 5,5192                                   | 3,1842                                   | 2,0500            | 1,4920                    | 1,2349                    | 1,0000                    | 0,8008                    | 0,6731                | - 4,2206     | - 2,0588 | 2,561            |

## Додатки
BMW/MINI:
- 2015–по теперішній час BMW 2 серії Active Tourer (F45) і Gran Tourer (F46) з 4-циліндровими двигунами
- 2016–по теперішній час BMW X1 (F48) з 4-циліндровими двигунами
- 2016–по теперішній час Mini Clubman (F54) з 4-циліндровими двигунами
- Mini Countryman (F60) з 4-циліндровими двигунами (та B38 із повним приводом) 2016–теперішній час
- Mini Cooper SD (F55/F56) і JCW (F56) з 2018 по теперішній час завдяки крутному моменту понад 300 Нм
- 2018–по теперішній час BMW X2 (F39) з 4-циліндровими двигунами
- 2019–тепер BMW 1 серії (F40) з 4-циліндровими двигунами
- 2020–посьогодні BMW 2 серії Гран Купе з 4-циліндровими двигунами

Changan:
- 2020–тепер Changan UNI-K

Citroën:
- 2017–по теперішній час Citroën C5 Aircross
- 2018–по теперішній час Citroën Grand C4 SpaceTourer
- 2019–по теперішній час Citroën Berlingo
- 2020–по теперішній час Citroën C4
- 2021–понині Citroën C5 X

DS Automobiles:
- 2018–тепер DS 7
- 2019–тепер DS 3
- 2020–тепер DS 9
- 2021–тепер DS 4

Geely:
- 2019–по теперішній час Geely Xingyue [6]

GM:
- 2016 Chevrolet Malibu
- 2017 Buick LaCrosse[7]
- 2017–2019 Cadillac XT5[4]
- 2018– посьогодні Buick Regal TourX, (лише I4 AWD)

Ягуар:
- 2020–посьогодні Jaguar E-Pace (3-циліндрові двигуни 1,5 т)

Land Rover:
- 2020–посьогодні Discovery Sport (3-циліндрові двигуни 1,5 т)
- 2020– посьогодні Evoque (3-циліндрові двигуни 1,5 т)

Lexus:
- 2013–тепер Lexus RX (V6)
- 2018–тепер Lexus ES (негібридні двигуни)
- 2020–тепер Lexus LM (LM350)
- 2022– Lexus NX (негібридні двигуни)

Lynk & Co:
- 2017–дотепер 01
- 2018–дотепер 03
- 2020–дотепер 05[8]
- 2021–дотепер 02
- 2021–дотепер 09

Mitsubishi:
- 2017–по теперішній час Mitsubishi Eclipse Cross (дизельні двигуни)
- 2019–по теперішній час Mitsubishi Delica (дизельні двигуни)

Opel/Vauxhall:
- 2017–по теперішній час Opel Insignia
- 2017–по теперішній час Opel Grandland X
- 2018–по теперішній час Opel Combo
- 2020–по теперішній час Opel Corsa
- 2020–по теперішній час Opel Mokka
- 2021–по теперішній час Opel Astra L

Peugeot:
- 2017–по теперішній час Peugeot 5008
- 2017–по теперішній час Peugeot 308
- 2019–по теперішній час Peugeot 3008 1.6 EAT8 & 2.0 EAT8
- 2018–по теперішній час Peugeot 508 EAT8
- 2019–по теперішній час Peugeot Rifter EAT8
- 2019–по теперішній час Peugeot 208
- 2019–по теперішній час Peugeot 2008

Polestar:
- 2019–тепер Polestar 1

Шкода:
- 2018–по теперішній час Škoda Karoq (Австралійський ринок)
- 2020–теперішній час Škoda Octavia (деякі ринки)

Toyota (як UA8xx):
- 2018–по теперішній час Toyota Avalon (негібридні двигуни)
- 2018–по теперішній час Toyota Alphard (V6)
- 2018–по теперішній час Toyota Camry (негібридні двигуни)
- Toyota Sienna 2018–2020
- 2019–тепер Toyota RAV4 (негібридний)
- Toyota Highlander (V6) з 2020 р. по теперішній час

Volkswagen/MAN:
- Volkswagen Crafter і MAN TGE 2017 р. по теперішній час (тільки двигун з поперечним розташуванням)
- 2018–по теперішній час Volkswagen Tiguan (лише версія для США)[9]
- 2018–посьогодні Volkswagen Atlas (лише версія для США)
- 2018–теперішній час Volkswagen Golf (США MK7 та Австралійський MK8 )
- Volkswagen Jetta 2019–тепер (лише версія для США)
- Volkswagen Arteon з 2019 р. по теперішній час (лише версія для США)
- 2022– Volkswagen Taos (передньопривідні моделі)[10]

Volvo (TG-81SC/SD):
- 2014–2016 Volvo S80 II[11]
- 2014–2016 Volvo V70 III[12]
- 2014–2016 Volvo XC70 II
- 2014–2017 Volvo XC60
- 2015–2018 Volvo S60 II
- 2015–2018 Volvo V60
- 2014–тепер Volvo XC90 II [13]
- 2016–тепер Volvo S90 II [13]
- 2016–тепер Volvo V90 II [13]
- 2016–по теперішній час Volvo V40
- 2017–теперішній час Volvo XC60 II
- 2017–по теперішній час Volvo XC40[14]
- 2018–по теперішній час Volvo V60 II[2]
- 2018–теперішній час Volvo S60 III